# Har ‘Amasa
Har ‘Amasa (hebreiska: הר עמשא) är ett berg i Israel.   Det ligger i distriktet Södra distriktet, i den centrala delen av landet. Toppen på Har ‘Amasa är 847 meter över havet.
Terrängen runt Har ‘Amasa är platt österut, men västerut är den kuperad. Runt Har ‘Amasa är det ganska glesbefolkat, med 42 invånare per kvadratkilometer. Närmaste större samhälle är ‘Arad, 13,6 km sydost om Har ‘Amasa. Trakten runt Har ‘Amasa är ofruktbar med lite eller ingen växtlighet.